# Wyszywanka

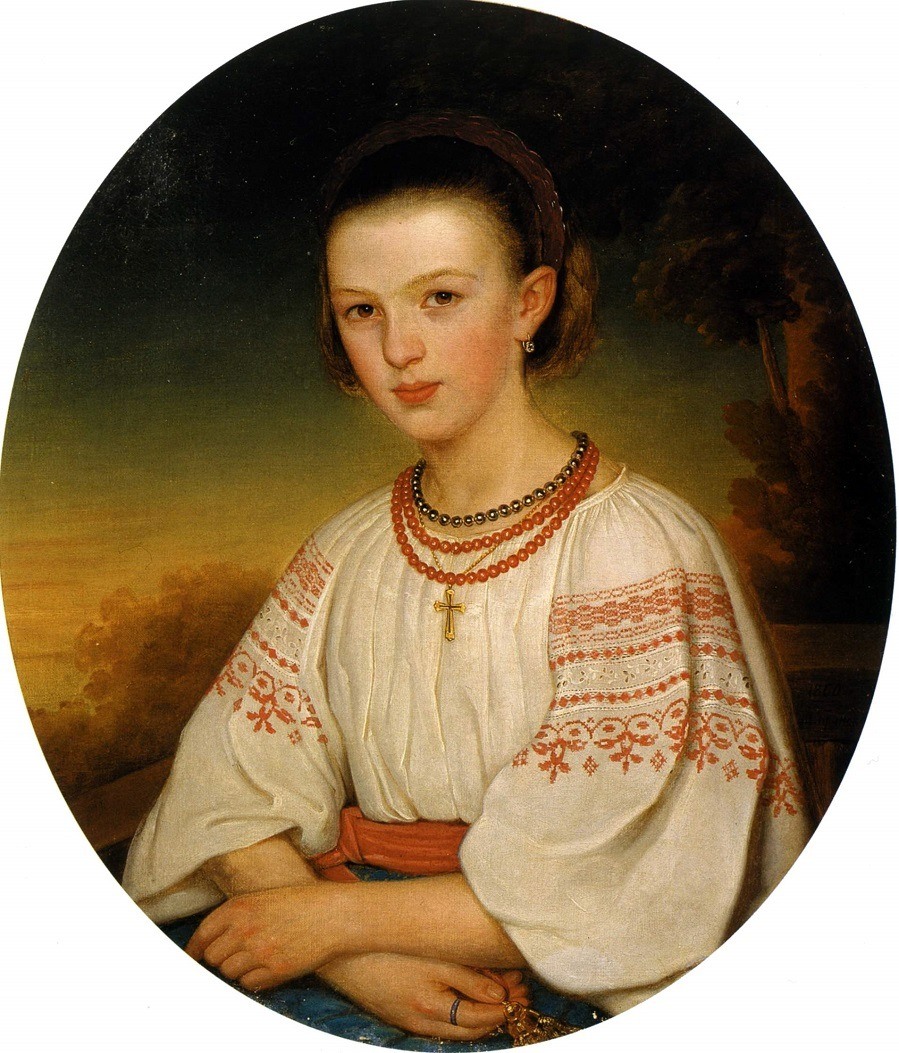
Dziewczyna w wyszywance na portrecie pędzla Mychajła Briańskiego, 1860

Wyszywanka (ukr. вишиванка, biał. вышыванка) – tradycyjna odzież Ukraińców i Białorusinów, bogato zdobiona haftami koszula. Ma wspólne pochodzenie z haftowanymi koszulami innych narodów słowiańskich Europy Wschodniej i Europy Środkowej.
Wykonywano ją zazwyczaj z samodziałowego płótna, utkanego na domowym warsztacie tkackim. Haft na koszuli, wykonany zwykle metodą haftu krzyżykowego, posiada wiele lokalnych wariantów i kolorów, różniących się w zależności od regionu geograficznego. Wyszywanki różnią się także w wersji damskiej i męskiej.
Wyszywanka jest podstawowym elementem ukraińskiego stroju ludowego. Od średniowiecza tradycyjnie noszona jako strój świąteczny. Od XX wieku zakładana także oddzielnie, razem z garniturem, zamiast zwykłej, białej koszuli, z okazji uroczystości religijnych, państwowych, patriotycznych i rodzinnych. Ten rodzaj stroju narodowego ma głębokie znaczenie, ponieważ jednoczy, przypomina o pozycji narodowej i obywatelskiej.
W Polsce wyszywanka występuje m.in. w stroju hrubieszowskim i tomaszowskim.
Od 2007 roku w trzeci czwartek maja obchodzony jest Dzień wyszywanki.